# Janowice Duże
Janowice Duże (niem. Groß Jänowitz) – wieś w Polsce położona w województwie dolnośląskim, w powiecie legnickim, w gminie Krotoszyce.

## Historia
W roku 1937 administracja niemiecka zmieniła historyczną, posiadającą słowiańskie korzenie nazwę wsi (Groß Jänowitz) na Blüchersfelde (na cześć feldmarszałka pruskiego Gebharda von Blüchera, który w roku 1813 prowadził w tej okolicy walki z wojskami francuskimi). W 1945 wieś włączono do Polski. Jej dotychczasowa ludność została wysiedlona do Niemiec.

## Podział administracyjny
W latach 1975–1998 miejscowość administracyjnie należała do województwa legnickiego.

## Zabytki
Do wojewódzkiego rejestru zabytków wpisany:
- zespół pałacowy
  - pałac, z połowy XVIII w., przebudowany w początkach XX w.
  - park, z pierwszej ćwierci XX w.